# Saint Roch intercède auprès de la Vierge pour la guérison des pestiférés

Caravage, La Madone des pèlerins, basilique Saint-Augustin à Rome

Saint Roch intercède auprès de la Vierge pour la guérison des pestiférés est un tableau peint par Jacques-Louis David en 1780 pour la chapelle du Lazaret de Marseille. Le tableau est commandé au peintre pour commémorer la peste de Marseille survenue en 1720, et met en scène Roch de Montpellier. C'est une des rares œuvres à thèmes religieux peintes par David. Exposé à Rome dans le palais Mancini alors siège de l'Académie de France à Rome, le tableau, encore empreint de l'influence de Caravage, notamment par la reprise d'un des pèlerins de La Madone des pèlerins, marque une évolution dans le style de David vers le néo-classicisme par ses références à la peinture de Nicolas Poussin.